# Lepidagathis calycina
Lepidagathis calycina är en akantusväxtart som beskrevs av Ferdinand von Hochstetter och Dc.. Lepidagathis calycina ingår i släktet Lepidagathis och familjen akantusväxter. Inga underarter finns listade i Catalogue of Life.